# Władysław Mażara
Władysław Iwanowycz Mażara (ukr. Владислав Иванович Мажара; ur. 10 września 1976 w Dniepropietrowsku) –  ukraiński kulturysta. Parokrotny mistrz Ukrainy, a także wicemistrz Europy w kulturystyce.

## Życiorys
Urodził się w Dniepropetrowsku. Od zawsze interesował się sportem. Treningi siłowe rozpoczął jesienią 1998 roku. Pierwsze zawody kulturystyczne, w których wziął udział, Puchar Podola, odbyły się cztery lata później. Jako początkujący amator zdołał wywalczyć srebro w kategorii wagowej 70 kg. Na jesieni 2002 wystartował w Mistrzostwach Ukrainy, rozegranych w Użhorodzie. Zajął czwarte miejsce wśród zawodników o masie ciała równej siedemdziesięciu kilogramom. Pierwszy złoty medal zdobył wiosną kolejnego roku. Podczas Pucharu Ukrtatnafty zwyciężył w swojej dotychczasowej kategorii wagowej. W tym samym roku wziął udział w Mistrzostwach Ukrainy w Czernihowie, gdzie także zdobył złoto. Rok 2004 przyniósł mu trzy kolejne zwycięstwa: najpierw podczas Mistrzostw Kijowa, następnie w trakcie Mistrzostw Ukrainy, rozegranych w rodzimym Dniepropetrowsku, a pod koniec roku podczas turnieju Lion Cup. W ciągu kolejnych lat Mażara pracował nad rozbudową masy mięśniowej. Zmienił kategorię wagową z 70 na 80 do 90 kg. W 2007 w trakcie Mistrzostw Kijowa w Kulturystyce wywalczył srebro w swojej kategorii (80 kg). Jeszcze tego roku startował w Mistrzostwach Europy Wschodniej w Briańsku; zajął drugie miejsce na podium. Pięć lat później został zwycięzcą Mistrzostw Ukrainy federacji FBBU (ФББУ) w kategorii do 90 kg, a także drugim wicemistrzem Ukrainy w ogóle. Także w 2012 brał udział w Mistrzostwach Świata IFBB, które odbyły się w Ekwadorze. W kategorii mężczyzn do 85 kg zajął piąte miejsce. W 2014 i 2015 roku zwyciężał zawody rozgrywane w Kijowie, w kategorii wagowej powyżej 90 kg (w 2014 był też ogólnym zwycięzcą zmagań). W maju 2015 startował w Mistrzostwach Europy federacji IFBB; został zwycięzcą w kategorii do 90 kg oraz wicemistrzem w kategorii ogólnej.
Żonaty od lipca 2013. Mieszka w Dniepropetrowsku. Obwód bicepsa Mażary, w szczytowym momencie jego kariery, wynosił 49 cm.

## Wymiary
- waga w sezonie zmagań sportowych: 100−105 kg
- waga poza sezonem zmagań sportowych: ok. 90 kg
- biceps: ok. 46−49 cm

## Osiągnięcia (wybór)
- 2002: Puchar Podola w Kulturystyce, kategoria 70 kg − II m-ce
- 2002: Mistrzostwa Ukrainy w Kulturystyce, kategoria 70 kg − IV m-ce
- 2003: Puchar Ukrtatnafty, kategoria 70 kg − I m-ce
- 2003: Mistrzostwa Ukrainy w Kulturystyce, kategoria 70 kg − I m-ce
- 2004: Mistrzostwa Kijowa w Kulturystyce, kategoria 70 kg − I m-ce
- 2004: Mistrzostwa Ukrainy w Kulturystyce, kategoria 70 kg − I m-ce
- 2004: Lion Cup, kategoria 70 kg − I m-ce
- 2007: Mistrzostwa Kijowa w Kulturystyce, kategoria 80 kg − II m-ce
- 2007: Mistrzostwa Europy Wschodniej w Kulturystyce, kategoria 80 kg − II m-ce
- 2007: Olympus Cup, kulturystyka absolutna − V m-ce
- 2012: Mistrzostwa Ukrainy w Kulturystyce, federacja FBBU (ФББУ), kategoria do 90 kg − I m-ce
- 2012: Mistrzostwa Ukrainy w Kulturystyce, federacja FBBU (ФББУ), kategoria ogólna − III m-ce
- 2012: Mistrzostwa Świata w Kulturystyce, federacja IFBB, kategoria do 85 kg − V m-ce
- 2012: Puchar Sewastopolu w Kulturystyce, kategoria do 90 kg − II m-ce
- 2012: Puchar Kamieńska Uralskiego w Kulturystyce, kulturystyka absolutna − III m-ce
- 2014: Mistrzostwa Kijowa w Kulturystyce, kategoria ponad 90 kg − I m-ce
- 2014: Mistrzostwa Kijowa w Kulturystyce, kategoria ogólna − I m-ce
- 2014: Mistrzostwa Świata w Kulturystyce, federacja IFBB, kategoria do 90 kg − V m-ce
- 2014: Mistrzostwa Dniepru w Kulturystyce, kategoria ponad 90 kg − I m-ce
- 2014: Mistrzostwa Dniepru w Kulturystyce, kategoria ogólna − I m-ce
- 2015: Puchar Kijowa w Kulturystyce, kategoria ponad 90 kg − I m-ce
- 2015: Mistrzostwa Europy w Kulturystyce, federacja IFBB, kategoria do 90 kg − I m-ce
- 2015: Mistrzostwa Europy w Kulturystyce, federacja IFBB, kategoria ogólna − II m-ce
- 2015: Puchar Obwodu Żytomierskiego w Kulturystyce, kategoria ponad 80 kg − I m-ce
- 2015: Puchar Obwodu Żytomierskiego w Kulturystyce, kategoria ogólna − I m-ce